# Basta guardarla (album)
Basta guardarla è un album in studio del compositore italiano Berto Pisano, pubblicato nel 2015. L'album contiene la colonna sonora del film Basta guardarla diretto da Luciano Salce.

## Descrizione
La colonna sonora del film, composta da Franco Pisano, precedentemente per la maggior parte inedita, è stata pubblicata integralmente soltanto nel 2014 dalla Beat Records nel 2015. Precedentemente, infatti, era stato pubblicato solamente il brano Basta guardarla cantato da Edda Dell'Orso in alcune compilation, uscite comunque a diversi anni di distanza dal film: Woman In Lounge (Cinedelic Records, 2001), Music For Beautiful Modern Life (Edited 1) (Pioneer, 2002) e Cocktail Musique Vol.2 (The Saifam Group, 2011).
L'edizione prodotta dalla Beat Records, che ha richiesto più di due anni di lavoro nel reperire tutte le tracce e i diritti d'autore, è stata curata da Claudio Fuiano (mastering), con note di copertina di Fabio Babini e artwork di Alessio Iannuzzi, ed è stata pubblicata in CD con numero di catalogo BCM9538.

## Tracce
Musiche di Berto Pisano.
1. Corroccoccò (Titoli)
2. Basta guardarla (Psichedelico)
3. Seq 2
4. Tre rose
5. Seq 3
6. Seq 4 (Varietà)
7. Corroccoccò (Vocal)
8. Tre rose (Instrumental)
9. Seq 5 (Afrocubano)
10. Seq 6 (Bossa)
11. L'autobus (Vocal by Luciano Salce)
12. Seq 7 (Love Theme)
13. Piramidal (Nora Orlandi e Coro)
14. Tre rose
15. Quadro Venere
16. Venere 2000
17. Tre rose (Vocal 2 by Nora Orlandi e Luciano Salce)
18. Seq 8 (Passarella)
19. Tre rose (Vocal V. 3)
20. Seq 9 (Beat)
21. Seq 10 (Delusione d'amore)
22. Corroccoccò (Mariangela Melato)
23. Seq 11 (Delusione d'amore)
24. Seq 12 (Inseguimento)
25. Quadro Venere (Instrumental)
26. Seq 13 (Varietà)
27. Seq 14 (Sceicco)
28. Seq 15 (Psichedelico)
29. Tre rose (Finale)
30. Corroccoccò (Titoli di coda)

## Crediti
- Berto Pisano - direzione d'orchestra
- Edda Dell'Orso - voce
- Nora Orlandi - voce
- Carlo Giuffré - voce
- Maria Grazia Buccella - voce
- Luciano Salce - voce
- Mariangela Melato - voce